# Hr.Ms. Eland Dubois (1937)
De Hr.Ms. Eland Dubois was een Nederlandse mijnenveger van de Jan van Amstelklasse, gebouwd door de scheepswerf Gusto uit Schiedam. Het schip was vernoemd naar de Nederlandse kapitein Eland Dubois. De schepen van de Jan van Amstelklasse konden ook ingericht worden als mijnenlegger.

## De Eland Dubois tijdens WO II
Tijdens het uitbreken van de Tweede Wereldoorlog was de Eland Dubois gestationeerd in Nederlands-Indië en was ze verbonden aan de 2e divisie mijnenvegers in Soerabaja.
In de avond van 6 maart 1942 verliet de Eland Dubois onder commando van luitenant-ter-zee II de Jong samen met haar zusterschip de Jan van Amstel de haven van Soerabaja om de oversteek naar Australië te maken. In tegenstelling tot de Abraham Crijnssen waren de Eland Dubois en de Jan van Amstel niet gecamoufleerd. Op 7 maart 1942 gingen de schepen voor anker bij Gili Radja om de voorraad aan te vullen. Gedurende deze dag werden de schepen gespot door een Japans verkenningsvliegtuig. De commandanten van beide schepen besloten de Eland Dubois te vernietigen, omdat een van haar ketels niet functioneerde en omdat door desertie in Soerabaja er onvoldoende manschappen waren om beide schepen te bemannen. Het vernietigen van de Eland Dubois gebeurde door een dieptebom in het schip te plaatsen en vervolgens de buitenbandskleppen open te zetten zodat het schip zonk, vervolgens ontplofte de dieptebom op de ingestelde diepte.